# Marcel Noblot
Pour les articles homonymes, voir Noblot.
Ne doit pas être confondu avec Nob (dessinateur).
Marcel Albert Noblot, également connu sous les noms de Marcel Nob ou de Marcel Noblet et sous le pseudonyme de Nob, né le 26 juillet 1880 à Metz et mort le 10 août 1935 dans le 10e arrondissement de Paris, est un artiste peintre, dessinateur et caricaturiste français.

## Biographie

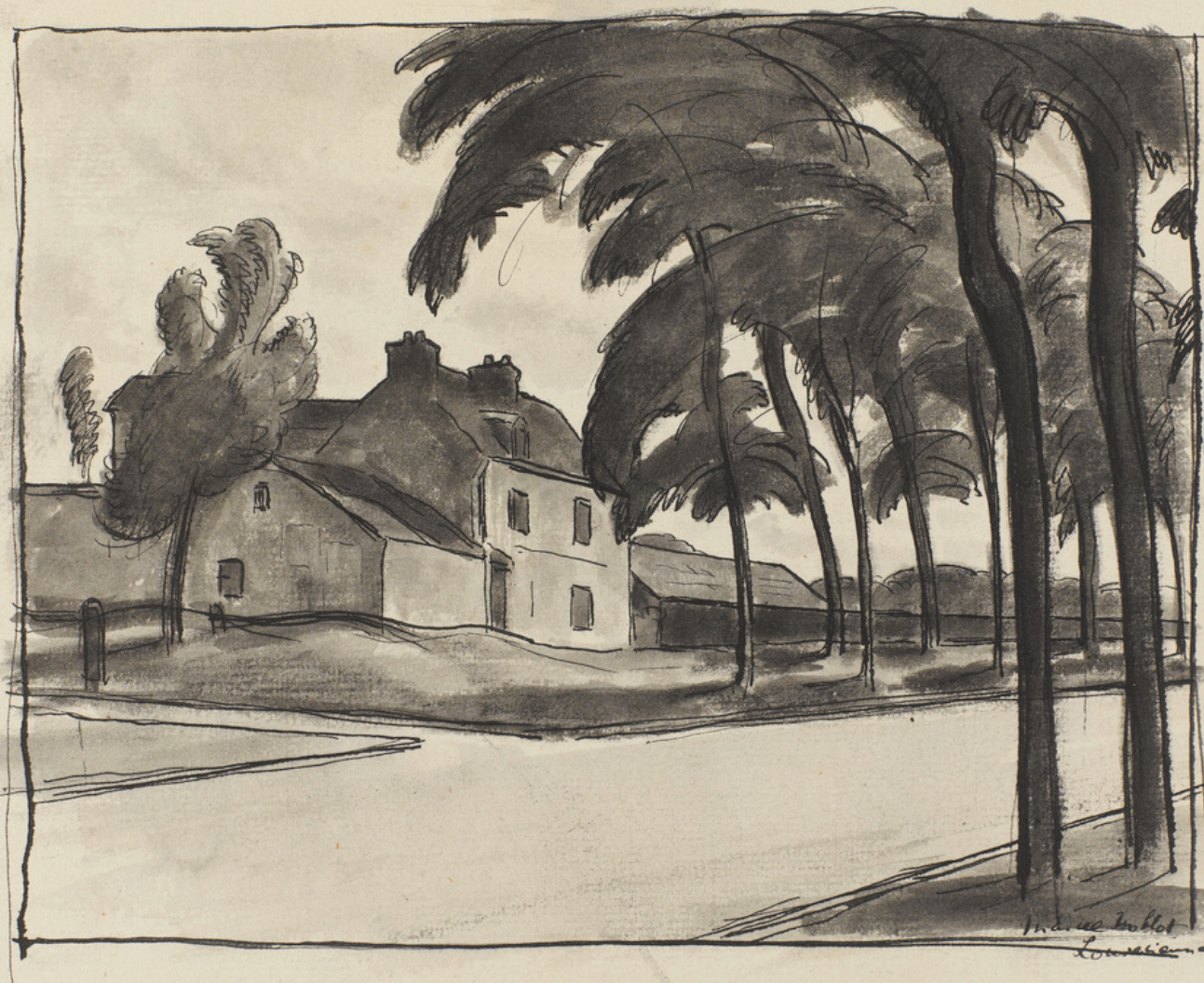
Louveciennes, Centre national d'art et de culture Georges-Pompidou.

Lorrain par ses origines, Marcel Noblot est inscrit en classe de dessin aux cours du soir de la ville de Paris, avec pour condisciples Eveli Torent et Ricardo Florès. Ils exposent tous trois en 1906 dans les salons de l'hôtel de ville de Paris. En février de la même année, Noblot (toujours en compagnie de Florès mais aussi de Maurice Robin), expose des paysages à la galerie Rosier située 26 rue de Richelieu à Paris : remarqué par Louis Vauxcelles, son style est dit proche de celui d'Albert Marquet. En 1908, il expose des dessins à l'encre avec la Société d'art français dans les salles du Cercle de la librairie. En mars 1909, il présente des compositions au Salon des indépendants.
Commencée avant la Première Guerre mondiale, sa collaboration à des périodiques illustrés se poursuit durant et après le conflit, au début avec L'Assiette au beurre, mais surtout avec Le Rire et son concurrent, Le Sourire.
En 1936, le musée du Luxembourg accepte une donation de quatre dessins de la part d'Henri Noblot, désormais conservés au musée national d'art moderne à Paris. 
En 2010, un lot de plus de deux cents dessins originaux de l'artiste est acquis par le conseil général de la Haute-Marne. Une vingtaine de caricatures extraites de ce fonds ont été exposées en 2013 aux archives départementales de la Haute-Marne, mettant en lumière le regard acéré que Nob porte sur la politique internationale et la société de la première moitié du XXe siècle.